# Fantasía y fuga en do menor, BWV 906

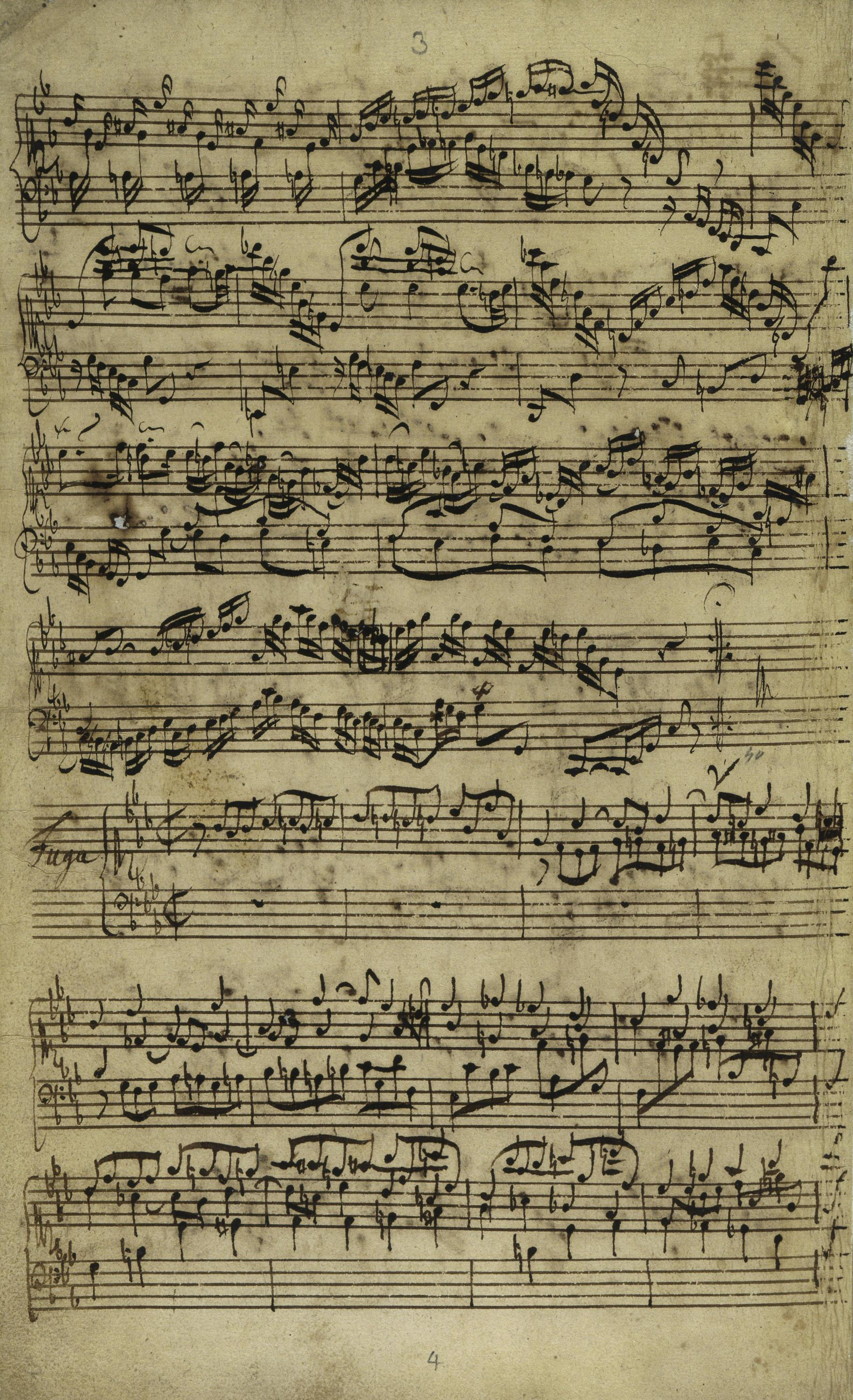
Segundo autógrafo de Bach de la Fantasía y fuga en do menor, BWV 906: pág. 3, que muestra el final de la Fantasía y el inicio de la Fuga.

La Fantasía y fuga en do menor, BWV 906, es una pieza para teclado, probablemente inacabada, compuesta por Johann Sebastian Bach en algún momento durante su estadía en Leipzig (1723-1750). La obra sobrevive en dos partituras autógrafas, una con la fantasía sola y la otra, que se cree que fue escrita alrededor de 1738, con la fuga incompleta. La pieza se destaca por ser una de las últimas composiciones de Bach en el formato de preludio y fuga, y por ser un escaparate de Bach probando los estilos emergentes de música galante y empfindsam que hijos eran conocidos por componer.

## Historia
Según las marcas de agua del papel en el que se escribió el autógrafo más antiguo de la Fantasía, su fecha de origen probable es alrededor de 1728 y 1730. La letra es nítida, casi sin correcciones. Según una investigación similar, la fecha del segundo autógrafo existente (que incluye la Fuga) es alrededor de 1738. La letra de este manuscrito es una copia fiel y casi sin correcciones, hasta que, a partir del compás 25 de la Fuga, se vuelve más esquemática. Según Hans-Joachim Schulze, el origen de este manuscrito puede estar relacionado con la extensa visita de Bach a Dresde en 1738.

## Movimientos

### Fantasía
La Fantasía tiene una forma de sonata en tres partes y se caracteriza por figuras de cruce de manos y rápidos tresillos. Al igual que las Fantasías BWV 542 y 903, este movimiento se caracteriza por el uso del cromatismo.

### Fuga
La fuga está inacabada, y se detiene abruptamente en el compás 47. Debido a que el trabajo existe en un autógrafo de copia fiel, es posible que Bach haya completado el trabajo en un borrador anterior. Al igual que la primera parte, la fuga es muy cromática y contiene figuras cruzadas de manos, más que en cualquier otra fuga de Bach.

## Recepción
En 1802, Johann Nikolaus Forkel describió dos fantasías de teclado de Bach en su biografía del compositor. Ve la primera de ellas, el conocida como cromática (BWV 903), como "única e inigualable", y la segunda, en Do menor (BWV 906), como una obra de diferente carácter, "más bien el Allegro de una Sonata". Sin darse cuenta del segundo autógrafo de la composición, que solo se descubrió en Dresde en 1876, cree que la Fuga no está relacionada con la Fantasía y que el final de la Fuga probablemente lo habrá hecho otro compositor. Según Charles Sanford Terry "... la Fuga no se puede llamar inconclusa".
Ferruccio Busoni utilizó la fantasía y su propia finalización de la fuga en su Fantasía, Adagio e Fuga, BV.